# Škoda Favorit
Škoda Favorit — переднеприводный автомобиль малого класса с кузовом типа хетчбэк, выпускаемый чешским производителем Škoda Auto с 1987 по 1994 год. Пришёл на смену заднеприводной модели Škoda 742. Вытеснен с конвейера моделью Škoda Felicia. Дизайн разработан ателье Gruppo Bertone.
Этот автомобиль был популярен в Центральной Европе. Он шёл на экспорт в Аргентину, Боснию и Герцеговину, Чили, Китай, Колумбию, Эквадор, Перу, Израиль, Польшу, Россию, Турцию и другие страны. С 1989 по 1995 год автомобиль продавался в Великобритании. Всего было продано около 50000 экземпляров.
В 1990 году в модельном ряду Škoda Favorit появился универсал Škoda Forman (785). В некоторых странах СНГ конкурентом модели являлся ВАЗ-2109.

## Галерея

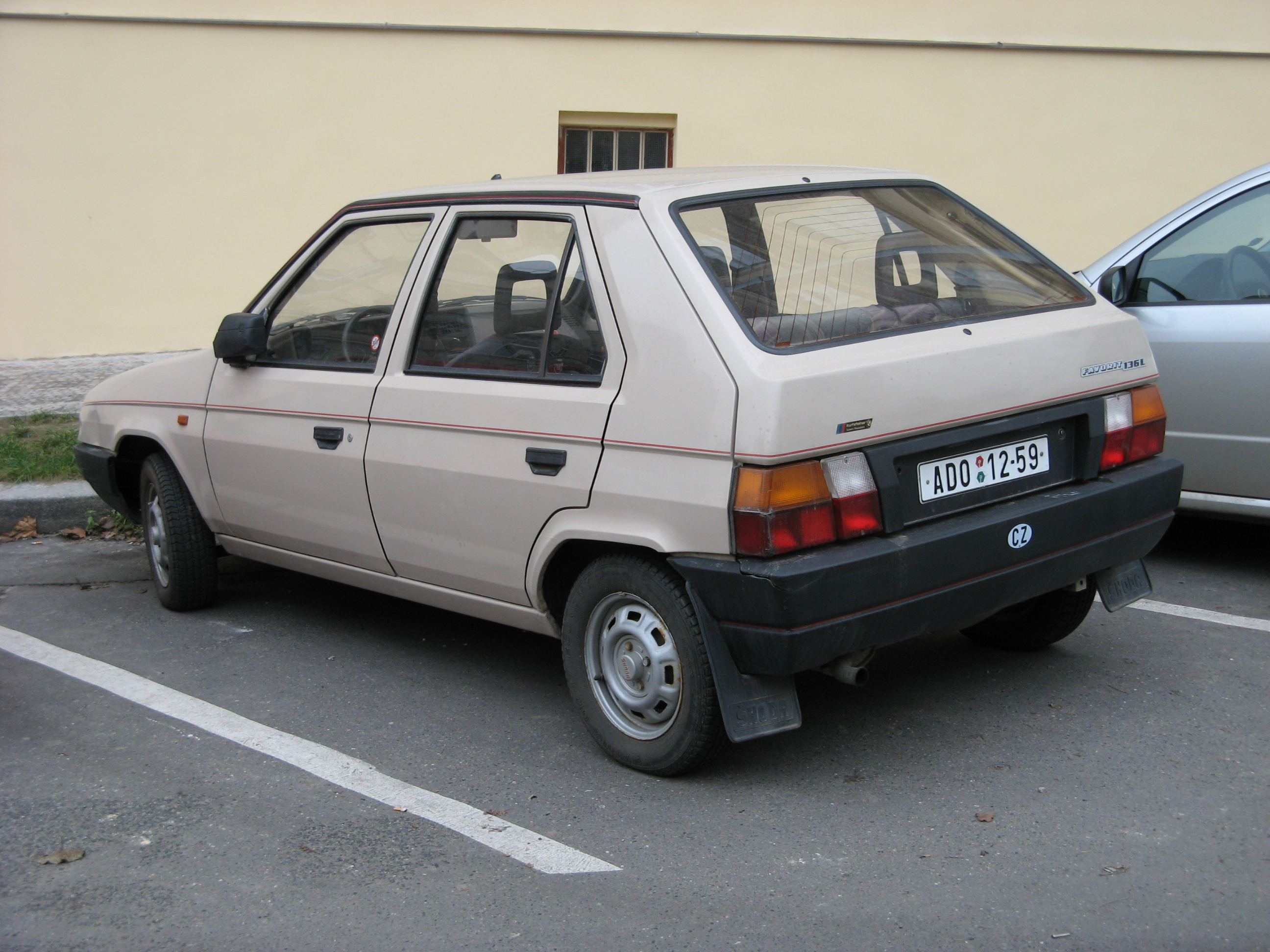
Škoda Favorit 136 L
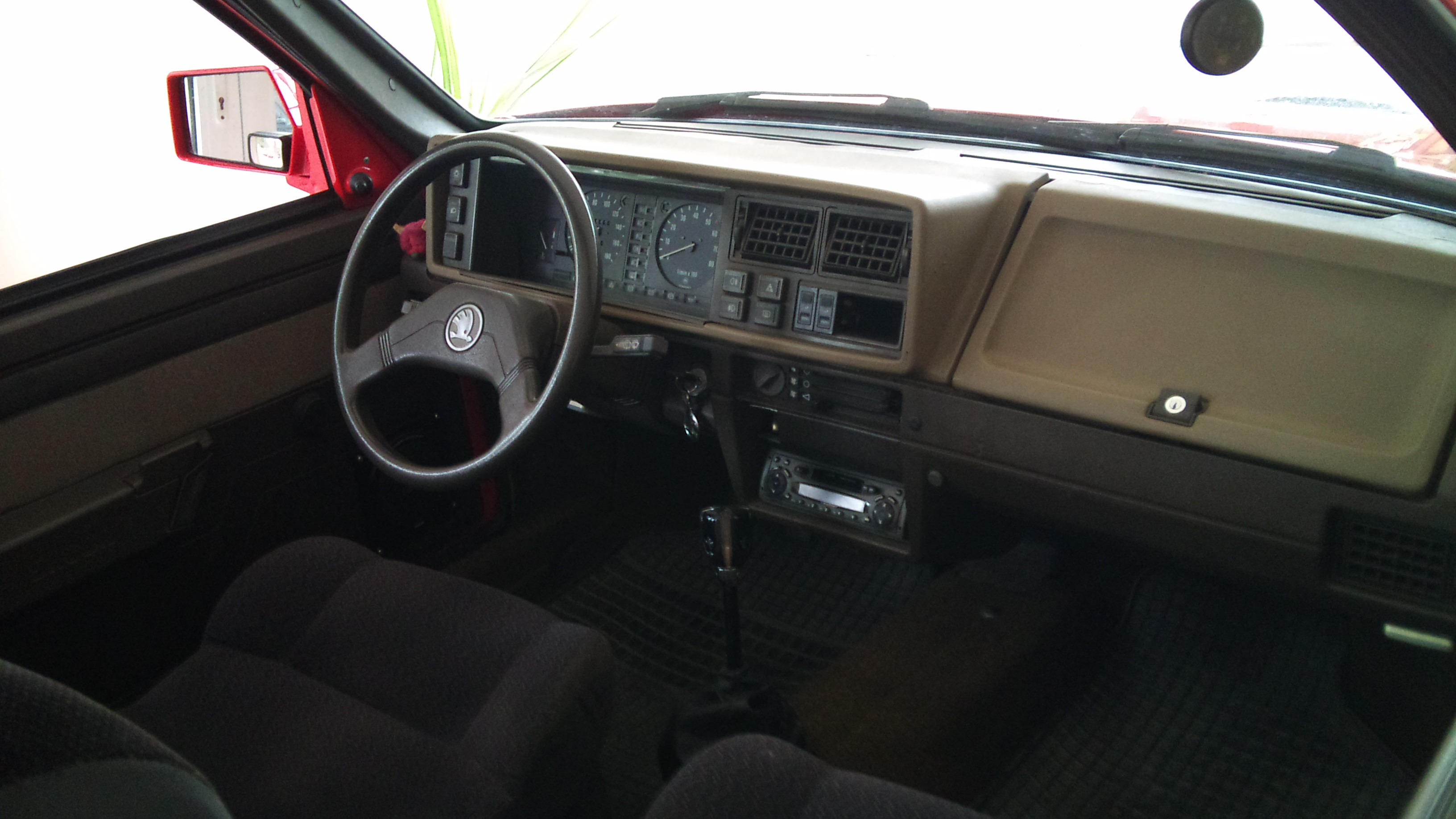
Место водителя
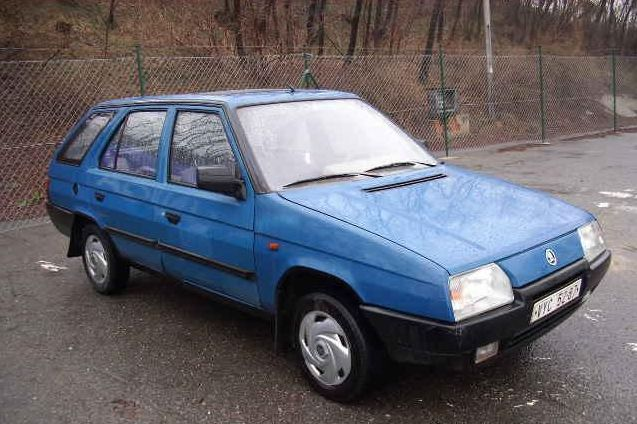
Škoda Forman
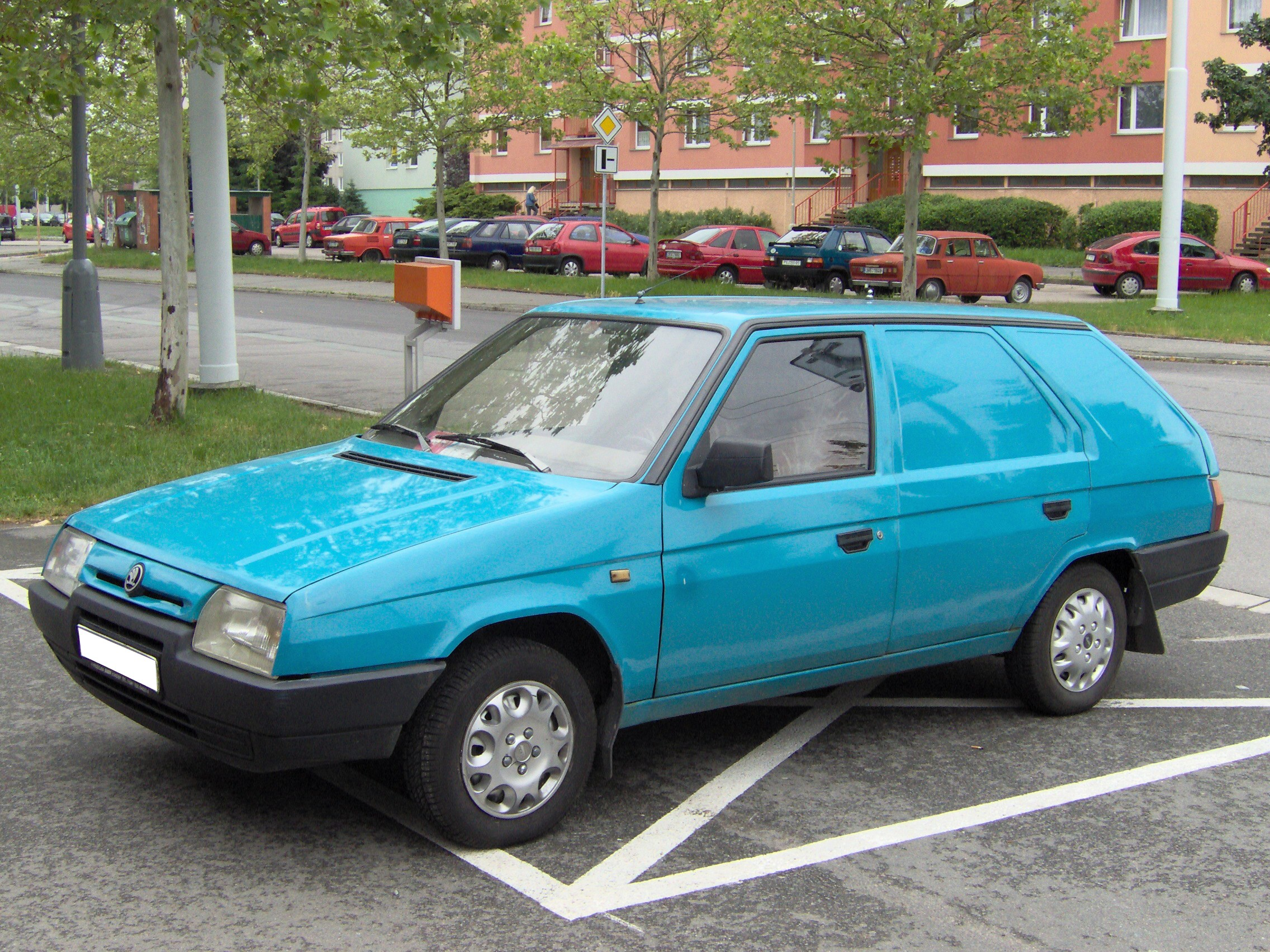
Škoda Forman Praktik
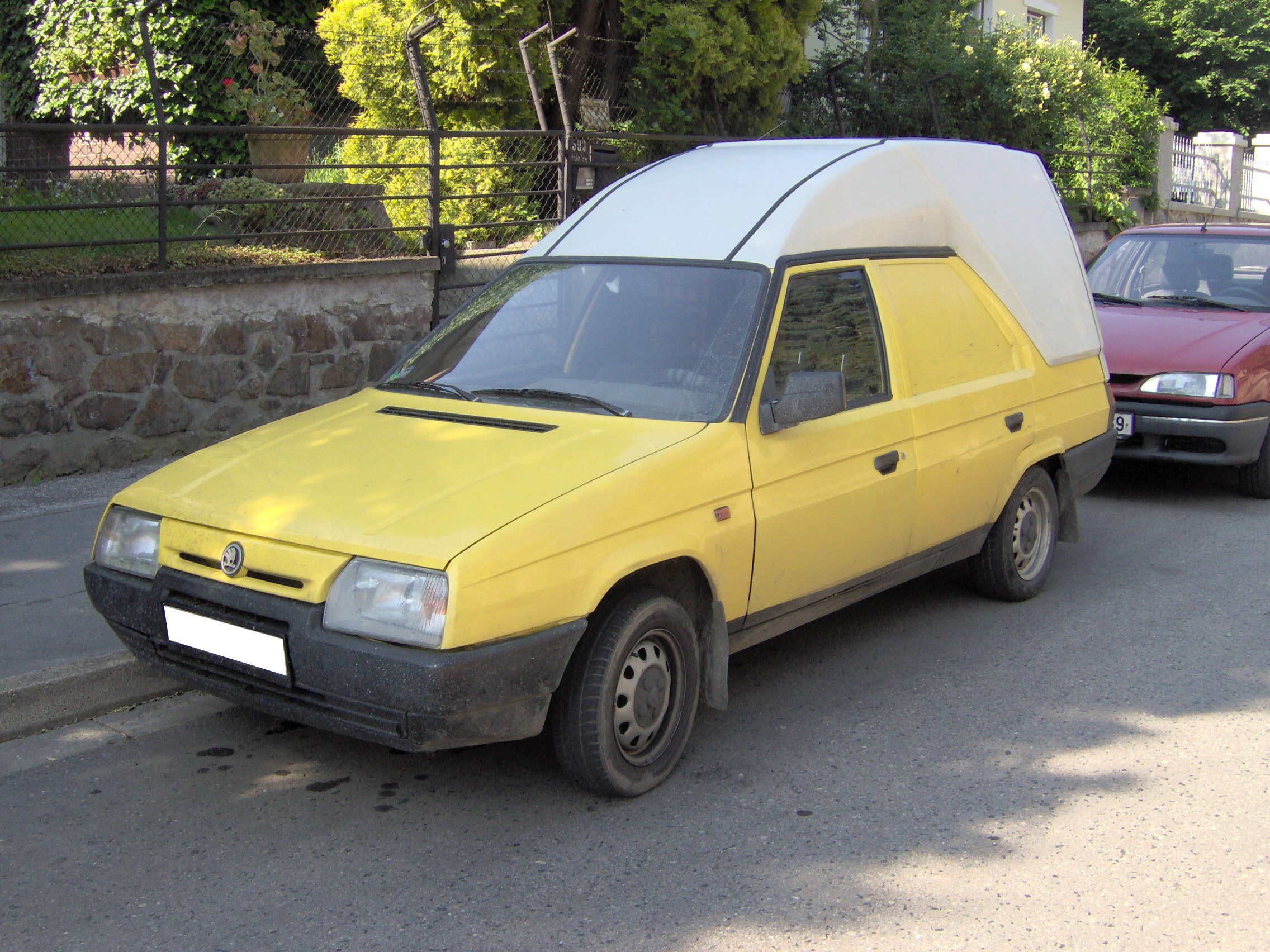
Škoda Forman Plus
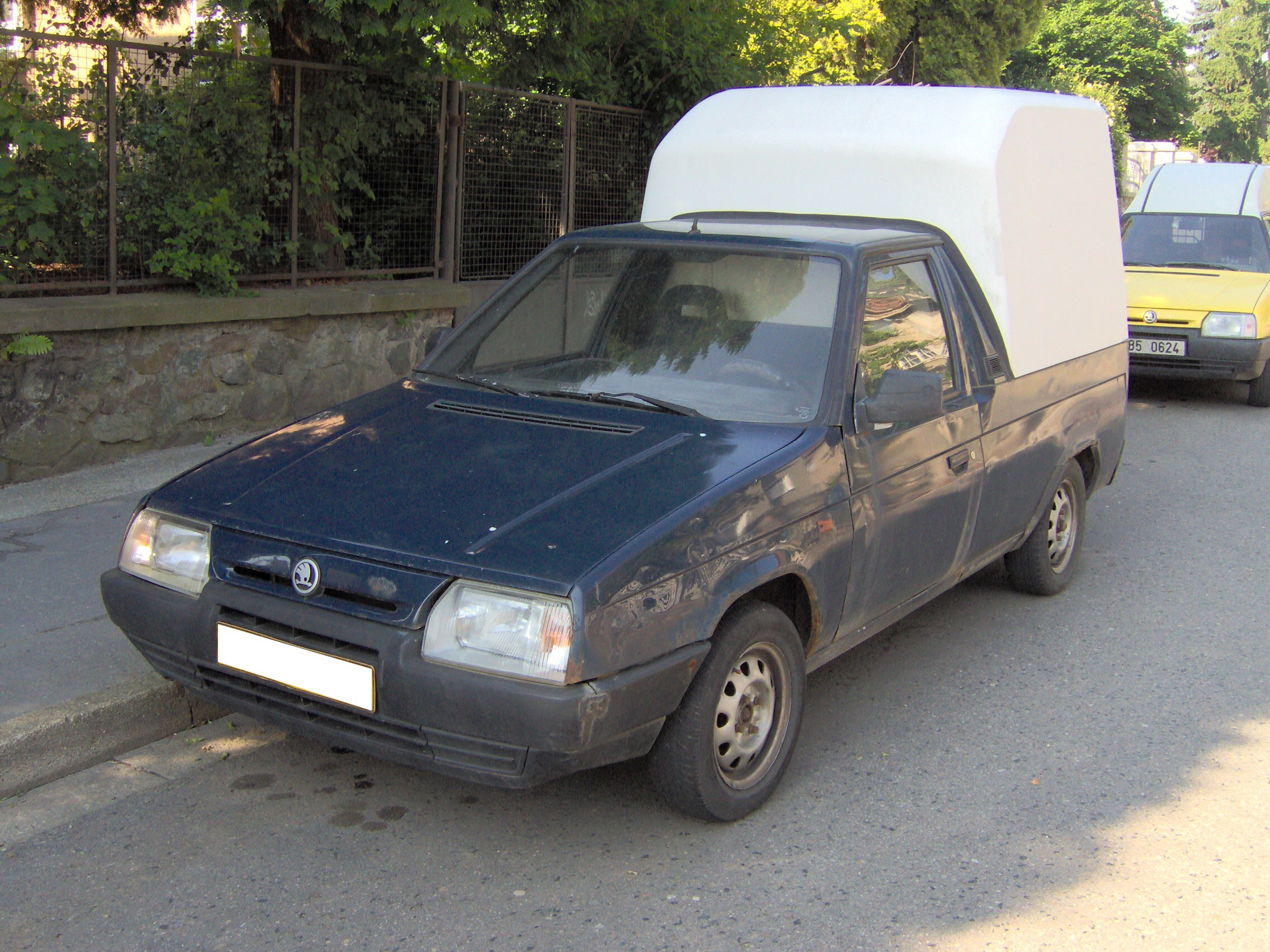
Škoda Pick-up